# Фарерська крона
Фарерська крона (фар. føroysk króna, дан. færøsk krone) — грошова одиниця Фарерських островів, автономного району Королівства Данії. Поділяється на 100 ере (фар. oyra). Випускається Національним банком Данії. Не є самостійною валютою, через це фарерська крона не має власного коду ISO 4217 але неофіційно часто використовується код FOK. Валютний курс прикріплений до данської крони у співідношені 1:1.
Данські крони обмінюються на Фарерські крони і назад Національним Банком Данії безкоштовно. Офіційно данські крони не є законим платіжним засобом на Фарерських островах, проте на практиці вони приймаються практично скрізь. У самій Данії Фарерська крона не поширена та не приймається.

## Історія

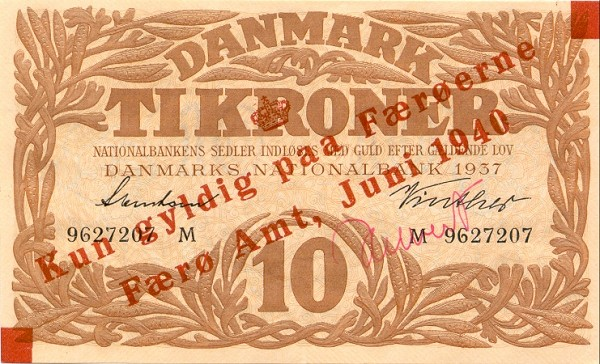
Банкнота номіналом 10 данських крон 1937 року з спеціальним штампом Фарерських островів 1940 року

Коли 9 квітня 1940 Німеччина окупувала Данію, як валюта на Фарерах використовувалась данська крона. Проте в результаті окупації Данії всі торгові відносини між Фарерами (які не були окуповані) і Данією були припинені, тому 31 травня 1940 на Фарерах були введені спеціальні Фарерські банкноти. Вони являли собою Данські банкноти із спеціальним штампом. Ці банкноти мали курс до данських: 1 до 1.
З 14 жовтня 1940 нові банкноти друкувалися «від імені Національного Банку Данії». Номінал нових банкнот був тотожний тим, що вже використовувались. 18 грудня 1940 на Фарерах був заснований Валютний Центр, функцією якого було відслідковувати міжнародну торгівлю і платоспроможність Фарерських Островів. Валютний Центр очолювався правлінням, яке складалося з дев'яти осіб: судді, який очолював саме правління, одного представника Рибного Експорту Фарер, одного представника Торгового Союзу Фарер, одного представника Føroya Banki, одного представника ощадного банку Føroya Sparikassi і чотирьох представників парламенту Фарер (фар. Løgting).
18 грудня 1940 Фарерська Крона була прив'язана до Британського фунта стерлінгів з курсом 22,4 крони за 1 фунт. Цей курс був офіційно схвалений Британським урядом у договорі під назвою «Угода між Урядом Його Британської Величності і Адміністрацією Фарерських Островів з Регулювання Фінансових Відносин між Великою Британією і Фарерськими островами», який набув чинності 27 березня 1941 року. У той же час правління Валютного Центру було скорочено до трьох членів: один представник Британського Уряду, один представник Держави (графства Фарери) і один представник фарерського або данського парламенту. З 1941 монети для обігу на Фарерах чеканилися в Лондоні.
З 12 квітня 1949 Фарерська крона була відокремлена від фунта стерлінгів і прикріплена до данської крони за курсом 1 до 1. Ця угода дія по сьогодні. Хоча Фарерські банкноти випускалися «від імені Національного Банку Данії», Національний Банк Данії не пред'являє ніяких прав на Фарерські банкноти, випущені до 1951.
На початку серпня 2009 Фарерські острови подавали заявку на введення Євро, однак до цих пір такий перехід не зроблений.

## Монети
Фарерські Острови використовують звичайні данські монети, але періодично на Фарерах проявляється нестача дрібних грошей, що в деяких випадках призводить до нестандартних емісійних рішень:
Наприкінці XIX століття німецька нім. C.F. Siemsen, що торгувала на Фарерських островах і в Ісландії випустила свої власні монети. Цей випуск був зроблений з міді, на одній стороні був напис CFS, а на іншій — номінал: 4 або 16 Скіллінгів (скандинавський аналог шилінга).
Через брак валюти в 1929—1933, два торговці випустили свої власні монети: фар. JF Kjølbro в Клаксвіку і фар. S.P. Petersens Eftf в Фуглафьордурі. Випуск фар. Kjølbro був зроблений з алюмінію і номінований в 10, 25 і 50 ері, а також в 1, 2, 5 і 10 крон. Випуск фар. S.P. Petersens Eftf був зроблений з міді і номінувався в 5, 10 і 25 ері, а також в 1, 2 і 5 крон.
Протягом Другої Світової Війни Фарерські острови були відокремлені від Данії через їх окупацію Великою Британією і Німеччиною відповідно. У 1941 весь набір монет (1, 2, 5, 10 і 25 ере) карбувався в Лондоні. Емісія була ідентична данським довоєнним монетам, які вже були в обігу, але щоб відрізнити монети викарбувані в Лондоні — лондонські монети були зроблені з бронзи і мідно-нікелевого сплаву, в той час як точно такі ж монети, які карбувались у Данії були зроблені з алюмінію та цинку. До того ж на британських монетах не було позначки Королівського Данського Монетного Двору (маленького сердечка), а також ініціалів гравірувальника і карбувальника в Копенгагені.

## Банкноти
У 1940 данські банкноти в 5, 20, 50, 100 і 500 крон були проштамповані написом «Kun Gyldig paa Færøerne, Færø Amt, Juni 1940» (що в передкладі з фарерської означає «Дійсні лише на Фарерських островах, Фарерське графство, червень 1940»). Пізніше в тому ж році Færø Amt випустив вже окремі банкноти номіналом 1, 5, 10 і 100 крон. З 1951 банкноти випускалися з текстом на фарерській мові. Цього ж року емісія банкноти в 1 крону припинена. З 1967 друкується банкнота номіналом 50 крон. З 1978 розпочато випуск банкнот номіналом в 500 і 1000 крон. З 1986 розпочалась емісія банкнот в 20 крон. З 2003 номіналом - 200 крон.
З 2001 по 2005 розпочато випуск нової серії банкнот з стійкішим захистом номіналами в 50, 100, 200, 500 і 1000 крон.
| Банкноти серії 2001—2005 рр. | Банкноти серії 2001—2005 рр. | Банкноти серії 2001—2005 рр. | Банкноти серії 2001—2005 рр. | Банкноти серії 2001—2005 рр. | Банкноти серії 2001—2005 рр. | Банкноти серії 2001—2005 рр. | Банкноти серії 2001—2005 рр. |
| Зображення                   | Зображення                   | Номінал (в кронах)           | Розміри (мм)                 | Основні кольори              | Опис                         | Опис                         | Дата емісії                  |
| Аверс                        | Реверс                       | Номінал (в кронах)           | Розміри (мм)                 | Основні кольори              | Аверс                        | Реверс                       | Дата емісії                  |
| ---------------------------- | ---------------------------- | ---------------------------- | ---------------------------- | ---------------------------- | ---------------------------- | ---------------------------- | ---------------------------- |
|                              |                              | 50                           | 72 х 125                     | сірий, синій                 | Ріг барана                   | Обрив на о. Сувурой          | 2001                         |
|                              |                              | 100                          | 72 х 135                     | коричневий, жовтий           | Хвіст Тріски                 | Вид м. Клаксвік              | 2003                         |
|                              |                              | 200                          | 72 х 145                     | сірий, фіолетовий            | Метелик хмелевого тонкопряда | Піки о. Тіндхолмур           | 2004                         |
|                              |                              | 500                          | 72 х 155                     | зелений, коричневий          | Береговий краб               | Вид м. Кванасанд             | 2004                         |
|                              |                              | 1000                         | 72 х 165                     | сірий, коричневий            | Морський побережник          | Вид о. Сандой                | 2005                         |